# Toxorhina niveitarsis
Toxorhina niveitarsis är en tvåvingeart som först beskrevs av Alexander 1922.  Toxorhina niveitarsis ingår i släktet Toxorhina och familjen småharkrankar. Inga underarter finns listade i Catalogue of Life.